# Celastrina albocoeruleus
Celastrina albocoeruleus är en fjärilsart som beskrevs av Moore 1879. Celastrina albocoeruleus ingår i släktet Celastrina och familjen juvelvingar. Inga underarter finns listade i Catalogue of Life.